# Turó de les Vívoles
El Turó de les Vívoles és una muntanya de 819 metres que es troba al municipi de les Llosses, a la comarca catalana del Ripollès.